# Pomnik Karty Płatniczej w Jekaterynburgu
Pomnik Karty Płatniczej, właściwie Pomnik Bankowej Plastikowej Karty (ros. Памятник банковской пластиковой карте) – znajdujący się w Jekaterynburgu, w obwodzie swierdłowskim, pomnik przedstawiający kartę płatniczą. Jest to jedyny tego typu obiekt na świecie.

## Historia i charakterystyka
Pomysł postawienia pomnika w Jekaterynburgu wyszedł od pracowników i zarządu jednego z miejscowych banków (ВУЗ-банк), którzy w ten sposób chcieli uczcić dwudziestą rocznicę powstania tej instytucji finansowej. Bank ten był także głównym inwestorem i w całości sfinansował honorarium projektanta oraz koszty budowy. Autorem rzeźby jest Siergiej Bielajew, artysta wywodzący się z ziemi uralskiej. Pomysł wykonania tego typu monumentu pojawił się jeszcze w 2006 roku, ale władze banku chciały poczekać z jego realizacją aż do "okrągłej" rocznicy powstania placówki. Monument został uroczyście odsłonięty 5 sierpnia 2011 roku, znajduje się on nieopodal siedziby wspomnianego banku. Rzeźba wykonana jest z żelaza, a na zewnątrz pokryta jest brązem. Jej wymiary są następujące:
- Wysokość – 2 metry
- Szerokość – około 1 metra
- Masa – 100 kilogramów[1]

Jest to relief wmontowany w ścianę jednego z budynków, a przedstawia on brązową dłoń trzymającą kartę płatniczą. Na karcie srebrnymi literami wypisana została data wydania karty, czyli sierpień 2011 roku oraz jej numer: 1234 5678 9010 1112. Oprócz nazwy banku na karcie wygrawerowano także imię i nazwisko właściciela, którym jest Edward Bellamy, amerykański pisarz. Na posiadacza karty został wybrany nieprzypadkowo, gdyż w swojej książce z 1888 roku Looking Backward (W roku 2000) przewidział on wejście do użytku plastikowych kart bankowych.
Jekaterynburski Pomnik Karty Płatniczej ma symbolizować stabilizację finansową i bogactwo regionu oraz przynosić szczęście. Przedstawiciele banku liczą, że z biegiem czasu wraz z pomnikiem zaczną pojawiać się różne tradycje miejskie, na zasadzie „jeśli potrzesz kartę to zyskasz bogactwo, bogatego męża lub żonę itp.”.